# Jublen, I himlar
Jublen, I himlar, I änglar, lovsjungen i körer är en lovpsalm av Gerhard Tersteegen från år 1735, översatt av Jonas Stadling år 1880. 
På många sätt är psalmen faktiskt en julpsalm — se till exempel andra strofen, där det heter: "Kristus är kommen och världens förlossare vorden". Eller tredje strofens "Gud blir ett barn" och fjärde strofens "Konungars konung, nu mänska för syndare vorden".
Melodin (9/4, F-dur) är från Stralsund år 1665, samma som till Herren, vår Gud, är en konung i makt och i ära.

## Publicerad i
- Nr 152 i Svensk söndagsskolsångbok 1908 under rubriken "Böne- och lovsånger".
- Nr 17 i Lilla Psalmisten 1909 under rubriken "Kristus: Hans födelse, död och uppståndelse".
- Nr 434 i Segertoner 1930 under rubriken "Jesu människoblivande. Julsånger."
- Nr 20 i Förbundstoner 1957 under rubriken "Guds uppenbarelse i Kristus: Guds och Kristi kärlek"
- Nr 337 i Psalmer och Sånger 1987 under rubriken "Lovsång och tillbedjan".[2]
- Nr 331 i Segertoner 1988 under rubriken "Lovsång och tillbedjan".[1]